# Ходдер, Иэн
И́эн Хо́ддер (англ. Ian Hodder; род. 23 ноября 1948, Бристоль) — британский археолог. Доктор, именной профессор Стэнфордского университета. С 1993 года руководит масштабными археологическими раскопками неолитического поселения Чатал-Гуюк в Турции. Является основоположником и главным теоретиком пост-процессуального течения в археологии.
Заинтересовался археологией в старшей школе и еще до поступления в университет принимал участие в раскопках в Великобритании и Европе.
Получил степень бакалавра в Лондонском университете в 1971 году, докторскую степень — в Кембриджском университете в 1974 году. И там и там изучал археологию. Упоминал, что большое и раннее влияние на него оказал Гордон Чайлд.
Противник отнесения археологии к антропологии.
Книги
- Symbols in Action (1982)
- Reading the Past (1986)
- The Domestication of Europe (1990)
- The Archaeological Process (1999)